# デイヴィッド・レズリー (第3代リーヴェン伯爵)

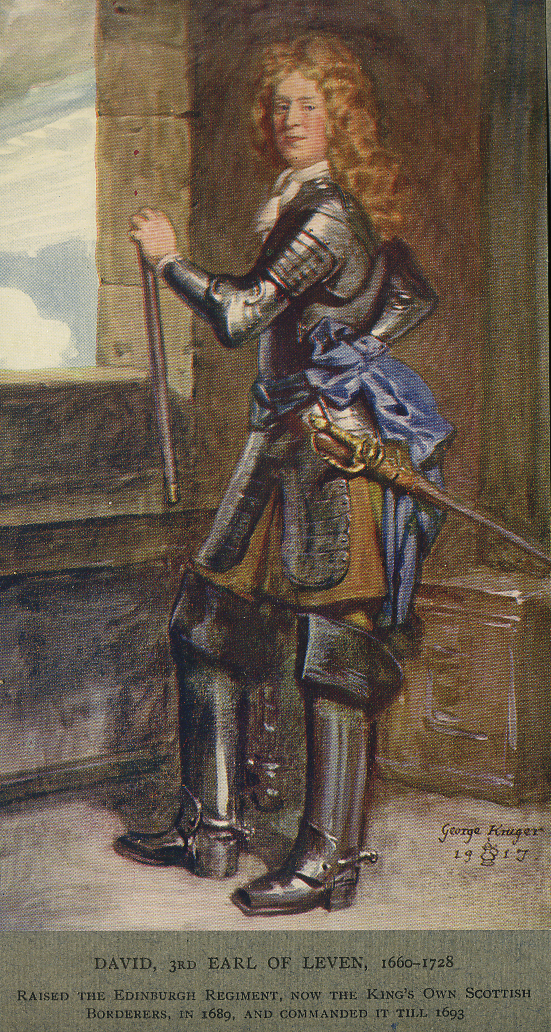
第3代リーヴェン伯爵

第3代リーヴェン伯爵および第2代メルヴィル伯爵デイヴィッド・レズリー（英語: David Leslie, 3rd Earl of Leven, 2nd Earl of Melville PC、出生名デイヴィッド・メルヴィル（David Melville）、1660年5月5日 – 1728年6月6日）は、スコットランドの軍人、政治家、貴族。ホイッグ党所属。

## 生涯
初代メルヴィル伯爵ジョージ・メルヴィルとキャサリン・レズリー（Catherine Leslie、1713年4月2日没、バルゴニー卿アレクサンダー・レズリーの娘）の息子として、1660年5月5日に生まれ、11月にモニメールで洗礼を受けた。
1676年1月21日に母の兄弟アレクサンダーの娘キャサリンが死去すると、リーヴェン伯爵の称号を使用したが、爵位の継承が正式に認められたのは初代ロシズ公爵ジョン・レズリーが1681年7月27日に死去した後のことだった（ロシズ公爵に息子が生まれた場合、その息子がリーヴェン伯爵の継承権を有するため。ロシズ公爵は最終的には息子をもうけなかった）。
1683年に父がライハウス陰謀事件への関与を疑われると、父とともにオランダに逃亡、ドイツを旅した後ブランデンブルク選帝侯フリードリヒ・ヴィルヘルムの軍に入った。続いてドイツとオランダにおけるスコットランド人を招集して1個連隊を編成して、1689年から1694年まで連隊の隊長を務め、キリークランキーの戦い（1689年7月17日）と1692年のフランドル戦役に参戦した。その後、1702年に准将に、1704年に少将に、1707年に中将に昇進した。
1689年5月18日にスコットランド枢密院の枢密顧問官に任命され、同年にはエディンバラ城総督に任命され（1702年まで在任。その後、1704年から1712年まで再任）、1706年にスコットランド軍総指揮官（Commander-in-Chief, Scotland）に任命された。スコットランド軍総指揮官として1708年のフランスによるイギリス侵攻計画に対処、ジャコバイト支持を疑われた人物を逮捕した。スコットランド王国とイングランド王国の合同交渉においてはスコットランド代表の1人を務め、1707年にグレートブリテン王国が成立すると最初のスコットランド貴族代表議員の1人になり、1710年まで務めた。しかし、1712年6月に全ての官職から解任された。その後、1714年に息子ジョージとともにエディンバラでジョージ1世を支持する声明を発した後、ロンドンでジョージ1世の到着を歓迎した。
1707年5月20日に父が死去すると、メルヴィル伯爵の爵位を継承したが、メルヴィル伯爵の称号を使用しなかったという。
1697年から1728年に死去するまでスコットランド銀行総裁を務めた。
1728年6月6日に死去、12日にマーキンチで埋葬された。

## 家族と私生活
1691年9月3日以降、アン・ウィームズ（Anne Wemyss、1675年10月18日 – 1702年1月9日、バーンティスランド卿ジェームズ・ウィームズと第3代ウィームズ女伯爵マーガレット・ウィームズの娘）と結婚、2男をもうけた。
- ジョージ（1695年1月 – 1721年8月20日） - 1716年8月、マーガレット・カーネギー（Margaret Carnegie、1697年12月6日 – 1722年7月7日、第4代ノーセスク伯爵デイヴィッド・カーネギーの娘。アン・ウィームズの妹の娘にあたる）と結婚、子供あり。第4代リーヴェン伯爵デイヴィッド・レズリーの父
- アレクサンダー（1699年頃 – 1754年） - 第5代リーヴェン伯爵

1716年には多額の借金を抱えることになり、1725年に領地の一部をオークションで売却した。